# Barrio Independencia, Oaxaca
Barrio Independencia är en ort i Mexiko.   Den ligger i kommunen Heroica Villa Tezoatlán de Segura y Luna och delstaten Oaxaca, i den sydöstra delen av landet, 240 km sydost om huvudstaden Mexico City. Barrio Independencia ligger 1 530 meter över havet och antalet invånare är 193.
Terrängen runt Barrio Independencia är huvudsakligen kuperad. Barrio Independencia ligger nere i en dal. Runt Barrio Independencia är det glesbefolkat, med 16 invånare per kvadratkilometer. Närmaste större samhälle är Ciudad de Huajuapan de León, 18,0 km norr om Barrio Independencia. Omgivningarna runt Barrio Independencia är en mosaik av jordbruksmark och naturlig växtlighet.